# Niederlausitzer Gesellschaft für Geschichte und Landeskunde

Logo

Die Niederlausitzer Gesellschaft für Geschichte und Landeskunde e. V. ist eine Gelehrtengesellschaft mit Sitz in Cottbus.
Der gemeinnützige Verein hat es sich zur Aufgabe gemacht, die Geschichte und Landeskunde der Niederlausitz zu erforschen und der Öffentlichkeit nahezubringen, was er in der Schriftenreihe Niederlausitzer Studien unternimmt. Jährlich finden zwei Tagungen (Mitgliederversammlungen) statt, eine im Frühjahr meist in Cottbus und eine im Herbst in wechselnden Orten der Niederlausitz. Alle zwei Jahre treffen sich die Mitglieder zur Generalversammlung, um den Vorstand zu wählen.

## Historie

### Vorgeschichte
Nach 1815 wurden mit wachsendem Interesse für die deutsche Nation und die deutsche Geschichte viele historische Vereine gegründet, so auch 1819 der Schlesische Altertumsverein und 1824 der Sächsische Altertumsverein – beide in Nachbarschaft zur Niederlausitz. Der erste Versuch in der Niederlausitz selbst einen Geschichtsverein zu schaffen, fiel in das Jahr 1826, als Regierungsrat Süßmilch mit einer Denkschrift an die Stände dies anregte. Obwohl einige Vorbereitungen getroffen wurden, ließ man den Plan 1832 fallen. Auch die von C. S. G. Gallus und Johann Wilhelm Neumann herausgegebenen Beiträge zur Geschichts- und Alterthumskunde der Nieder-Lausitz (1835–1838) führten nicht zur Gründung eines Vereins.

### Gründung und Zielsetzung der Gesellschaft
Auf Anregung Rudolf Virchows wurde nach dem Vorbild der Berliner Gesellschaft für Anthropologie, Ethnologie und Urgeschichte am 3. Juni 1884 in Calau die Niederlausitzer Gesellschaft für Anthropologie und Urgeschichte gegründet, in deren Tradition sich die heutige Gesellschaft sieht. Der erste Vorsitzende wurde der Calauer Kreisarzt Ewald Siehe (bis 1892). Später übernahmen Hugo Jentsch (1892–1916), Karl Gander (1916–1930) und Rudolf Lehmann (1930–1945) den Vorsitz. Als Vereinszeitschrift fungierten die Niederlausitzer Mitteilungen, von denen von 1885 bis 1941 29 Bände erschienen. Die Namensänderungen in Niederlausitzer Gesellschaft für Anthropologie und Altertumskunde (1889) und Niederlausitzer Gesellschaft für Geschichte und Altertumskunde (1928) spiegeln die sich wandelnden Forschungsinteressen wider. Während in der Anfangszeit noch urgeschichtliche Funde im Mittelpunkt standen, wurden später auch die Landesgeschichte, Dialekte, Sagen, Bräuche und Namen erforscht. Das 1887 in Cottbus eingerichtete Vereinsmuseum wurde 1924 dem städtischen Museum Cottbus angegliedert.

### Arbeitskreise nach Auflösung der Gesellschaft
Nach dem Zweiten Weltkrieg konnte der Verein seine Tätigkeit zunächst nicht fortsetzen. Erst 1954 gründete Rudolf Lehmann in Lübben eine Arbeitsgemeinschaft für geschichtliche Landeskunde, deren Geschichte allerdings schon vier Jahre später mit der Auflösung des Landesarchivs in Lübben zu Ende ging.
1965 gründeten Friedrich Redlich, Erwin Seemel, Ernst Eichler, Kurt Baller, Gerhard Krüger, Georg Haak, Joachim Schölzel u. a. den Niederlausitzer Arbeitskreis für regionale Forschung beim Rat des Bezirkes Cottbus, der jährlich zwei Tagungen abhielt. 1967 nahm er die Publikation der Zeitschrift Niederlausitzer Studien auf, die 1971 auf Wunsch des Rates des Bezirkes in Geschichte und Gegenwart des Bezirkes Cottbus umbenannt wurde. Bis 1989 erschienen 23 Hefte und mehrere thematische Sonderhefte. 1981 erhielt der Arbeitskreis den Carl-Blechen-Preis 1. Klasse.

### Neuorientierung nach der Wiedervereinigung
Auf seiner 50. Tagung am 21. April 1990 in Lübben beschloss der Arbeitskreis seine Umbildung zur Niederlausitzer Gesellschaft für Geschichte und Landeskunde e. V. Die Gesellschaft widmet sich seitdem weiterhin der Erforschung von Urgeschichte und Geschichte, von Volkskunde und der Namenkunde der Niederlausitz. Die Publikation des Vereins wird unter ihrem traditionellen Titel »Niederlausitzer Studien« weitergeführt. Die Nummerierung ist dazu fortlaufend übernommen worden. Jedes Jahr finden zwei Tagungen statt, die gleichzeitig Mitgliederversammlungen darstellen. Sie stehen Interessierten offen. Die Mitglieder der Gesellschaft (und ihre Gäste) stellen auf den Tagungen ihre Arbeiten und Forschungsergebnisse vor.
Ab 2006 war der Historiker Steffen Krestin Vorsitzender der Gesellschaft. Seit 2023 hat den Vorsitz Jens Lipsdorf inne.
Am 8. Juni 2024 feierte die Gesellschaft in Cottbus ihr 140-jähriges Jubiläum.
Sie wurde 2021 von dem Kulturanthropologen Nils Seethaler als „die jüngere Schwester“ der „Berliner Gesellschaft für Anthropologie, Ethnologie und Urgeschichte“ bezeichnet.

## Ehrenmitglieder
1. 1884 Rudolf Virchow (1821–1902)
2. 1884 Ernst Friedel (1837–1918)
3. 1884 Wilibald von Schulenburg (1847–1934)
4. 1884 Albert Voß (1837–1906)
5. 1890 Albert von Levetzow (1827–1903)
6. 1890 Otto Tischler (1843–1891)
7. 1891 Wilhelm Schwartz (1821–1899)
8. 1891 Heinrich zu Schoenaich-Carolath (1852–1920)
9. 1894 Wilhelm Grempler (1826–1907)
10. 1894 Woldemar Lippert (1861–1937)
11. 1894 Paul Telge (um 1850–1909)
12. 1908 Rudolf von Valentini (1855–1925)
13. 1909 Ludwig Feyerabend (1855–1927)
14. 1909 Richard Jecht (1858–1945)
15. 1909 Dietrich Graf von der Schulenburg (1849–1911)
16. 1909 Franz Weineck (1839–1921)
17. 1914 Joachim von Winterfeldt-Menkin (1865–1945)
18. 1920 Graf von Pourtales
19. 1920 Robert Behla (1850–1921)
20. 1922 Hugo Ruff (1843–1924)
21. 1925 Alfred Götze (1865–1948)
22. 1925 Carl Schuchhardt (1859–1943)
23. 1927 Paul Messow (1857–)
24. 1928 Paul Fahlisch (1844–1930)
25. 1929 Hermann Grosse (1854–1933)
26. 1930 Karl Gander (1855–1945), gleichzeitig Ehrenvorsitzender
27. 1930 Emil Engelmann (1861–1945)
28. 1930 Karl Liersch (um 1855–1935)
29. 1933 Otto Tschirch (1858–1941)
30. 1940 Willy Hoppe (1884–1960)
31. 1940 Johannes Schultze (1881–1976)
32. 1940 Paul Richter (1860–1941)
33. 1940 Georg Stephan

## Vorsitzende
- 1884–1892: Ewald Siehe
- 1892–1916: Hugo Jentsch
- 1916–1930: Karl Gander
- 1930–1945: Rudolf Lehmann
- 1954–1958: Rudolf Lehmann
- 1965–1977: Friedrich Redlich
- 1977–1992: Otto Rückert
- 1992–2006: Heinz-Dieter Krausch[4]
- 2006–2023: Steffen Krestin[5]
- seit 2024: Jens Lipsdorf

## Weitere bekannte Mitglieder
- Fritz Bönisch
- Ernst Eichler
- Theodor Frommer
- Paul Kupka
- Robert Mielke
- Erwin Seemel[6]

## Publikationen
- Niederlausitzer Mitteilungen. Band 1–29, 1885–1941; Band 30 (Rudolf Lehmann (Bearb.): Gesamtverzeichnis zu den Niederlausitzer Mitteilungen. 1945), Band 31 (1942, Senftenberg 1946) und Band 32 (1943 bis 1945, Senftenberg 1947) liegen als Handschrift von Rudolf Lehmann vor (Signatur AZ 40.110, Forschungsstelle für geschichtliche Landeskunde Mitteldeutschlands, Marburg)
- Niederlausitzer Studien. Heft 1–4. 1967–70, ISSN 0550-8290
- Geschichte und Gegenwart des Bezirkes Cottbus. Heft 5–23, 1971–89, ISSN 0232-7163
- Niederlausitzer Studien. Heft 24/25ff., 1992ff.
- Niederlausitzer Studien. Register. Niederlausitzer Mitteilungen 1–29 (1885–1941). Niederlausitzer Studien 1–30 (1967–2001). Regia, Cottbus 2002, ISBN 3-939656-77-1

Sonderhefte
- Kurt Baller (Redaktion): Regionalgeschichte und Namenkunde. Zum 65. Geburtstag von Friedrich Redlich. Cottbus 1970
- Helmut Winzer: Probleme und Entscheidungen in Beyern. Zur Geschichte der LPG „Frieden Beyern“, Kreis Herzberg (1952–1964). Cottbus 1970
- Helmut Rippl: Der Branitzer Park. Ein Meisterwerk der deutschen Gartenkunst. Cottbus 1971; 2. Auflage, Cottbus 1972; 3. Auflage, Cottbus 1977
- Walter Drangosch: Bibliographie zur Geschichte der Stadt Cottbus. Cottbus 1974
- Brigitta Zuckermann: Standortentwicklung und Standortverteilung der Tuchindustrie im Bezirk Cottbus in der Zeit von 1870 bis 1967. Cottbus 1981
- Dietrich Neuber und Günter Wetzel: Steinkreuze und Kreuzsteine. Inventar Bezirk Cottbus. Cottbus 1982
- Friedrich Redlich: Beiträge zur Siedlungsgeschichte der Niederlausitz in namenkundlicher Sicht. Cottbus 1982
- Fritz Bönisch: Andreas Schultze ein Niederlausitzer Bildhauer des 17. Jahrhunderts. [Cottbus] 1984
- Detlef Karg (Redaktion): Fürst Hermann von Pückler-Muskau. 1785–1985. Cottbus 1986
- Bernd Kluge und Günter Wetzel: Die Münzschatzfunde im Bezirksmuseum Cottbus. Cottbus 1986
- Markus Agthe: Braunkohle und Archäologie im Bezirk Cottbus. Cottbus 1989
- Günter Wetzel und Achim Leube: Archäologische Forschung und Bodendenkmalpflege in der Niederlausitz und angrenzenden Regionen. Eine kleine Personen- und Forschungsgeschichte. Regia, Cottbus 2010, ISBN 978-3-86929-181-9